# Stadion im. Iona Oblemenki (1967)
Stary stadion im. Iona Oblemenki – nieistniejący już wielofunkcyjny stadion w Krajowej, w Rumunii. Istniał w latach 1967–2015. Pod koniec swojego istnienia mógł pomieścić 25 252 widzów. Swoje spotkania rozgrywali na nim piłkarze klubów CS Universitatea Craiova oraz FC Universitatea Craiova. W latach 2015–2017 w jego miejscu powstał nowy, typowo piłkarski stadion na niespełna 31 000 widzów.

## Historia
Po awansie miejscowego zespołu w 1964 roku do najwyższej klasy rozgrywkowej, największy dotąd w mieście stadion Tineretului zaczął być za mały na potrzeby klubu, w związku z czym podjęto decyzję o budowie nowego obiektu. Nowy stadion został oddany do użytku 29 października 1967 roku, a na inaugurację odbył się mecz młodzieżowych reprezentacji Rumunii i Polski (2:2). Nowy obiekt wyposażony był w bieżnię lekkoatletyczną i pierwotnie znany był jako „Stadion Centralny” (Stadionul Central). Grająca na tym obiekcie CS Universitatea Craiova czterokrotnie zdobywała tytuł Mistrza Rumunii (1974, 1980, 1981, 1991), stadion był także częstą areną występów tego klubu w europejskich pucharach – największe sukcesy w rozgrywkach europejskich Universitatea odnosiła na początku lat 80. XX wieku, w sezonie 1981/1982 dochodząc do ćwierćfinału Pucharu Europy, a rok później osiągając półfinał Pucharu UEFA (w półfinale doszło do zaciętej rywalizacji z Benfiką Lizbona: po remisie 0:0 na wyjeździe, w rewanżu na wypełnionym po brzegi (50 000 widzów) Stadionie Centralnym w Krajowej Universitatea szybko objęła prowadzenie dające awans do finału. Na początku drugiej połowy wyrównali jednak goście z Lizbony. Mimo szans na ponowne objęcie prowadzenia (m.in. strzał w poprzeczkę), gospodarzom nie udało się już strzelić kolejnej bramki i wynik 1:1 utrzymał się do końca spotkania, co dało awans Benfice dzięki większej ilości goli strzelonych na wyjeździe). Ponadto w latach 1972–2004 sześć spotkań na tym obiekcie rozegrała piłkarska reprezentacja Rumunii. W 1996 roku, po śmierci Iona Oblemenki, dawnego piłkarza Universitatei, obiekt został nazwany jego imieniem. Pod koniec 2002 roku uruchomiono na stadionie sztuczne oświetlenie. W 2014 roku rozegrano na obiekcie ostatnie spotkanie, po czym gospodarze tymczasowo wyprowadzili się na stadion Extensiv. W 2015 roku dokonano rozbiórki starego obiektu i przystąpiono w jego miejscu do budowy nowego stadionu. Otwarcie nowej areny, która również nosi imię Iona Oblemenki, miało miejsce 10 listopada 2017 roku.